# José António Salvador
José António Salvador (Espinho, 1948 - Lisboa, 31 de Janeiro de 2016) foi um jornalista e enófilo português. Trabalhou, entre outros nos jornais Diário Popular e O Jornal e na estação de televisão SIC.
Além de vários livros sobre vinhos, publicou os volumes Livra-te do Medo - Histórias e Andanças do Zeca Afonso (1985) e José Afonso: O Rosto da Utopia (1994).